# Varissaari (ö i Norra Karelen, Mellersta Karelen)
Varissaari är en ö i Finland. Den ligger i sjön Orivesi och i kommunerna Rääkkylä och Kides och landskapet Norra Karelen, i den sydöstra delen av landet, 300 km nordost om huvudstaden Helsingfors. Öns area är 0,3 hektar och dess största längd är 120 meter i sydöst-nordvästlig riktning.